# Medida espectral
En matemáticas, en especial en análisis funcional una  medida espectral es una aplicación cuyo dominio es una σ-álgebra y cuyos valores son proyecciones autoadjuntas en un espacio de Hilbert. Medidas espectrales se utilizan en la teoría espectral de operadores autoadjuntos. 

## Definición formal
Sean 
- {\displaystyle (X,{\mathcal {A}})} un espacio medible, es decir {\displaystyle {\mathcal {A}}} es una σ-álgebra de subconjuntos de {\displaystyle X}.
- {\displaystyle H\ } un espacio de Hilbert.
- {\displaystyle \pi \ } una aplicación de {\displaystyle {\mathcal {A}}} al conjunto de proyecciones ortogonales de {\displaystyle H}.

{\displaystyle \pi \ } es una medida espectral si y solamente si
- {\displaystyle \pi (X)=\operatorname {id} _{H}\quad }
- Si {\displaystyle \{E_{i}:i\in \mathbb {N} \}} es una sucesión de elementos de {\displaystyle {\mathcal {A}}} disjuntos entre sí, entonces las proyecciones {\displaystyle \{\pi (E_{i}):i\in \mathbb {N} \}\quad }

son ortogonales entre sí y
{\displaystyle \pi (\bigcup _{i\in \mathbb {N} }E_{i})=\sum _{i\in \mathbb {N} }\pi (E_{i})}
donde la convergencia en el sumatorio es en el sentido de la convergencia fuerte de operadores: O sea que para todo vector {\displaystyle x\in H}
{\displaystyle \lim _{n\rightarrow \infty }\sum _{k=1}^{n}\pi (E_{k})x=\pi (\bigcup _{i\in \mathbb {N} }E_{i})x}